# Stengårdshults kyrka
Stengårdshults kyrka är en kyrkobyggnad som sedan 2010 tillhör Norra Hestra församling (tidigare i Stengårdshults församling). Den tillhör sedan 2018 Växjö stift, tidigare Skara stift. Kyrkan ligger i kyrkbyn Stengårdshult i Gislaveds kommun.

## Historia

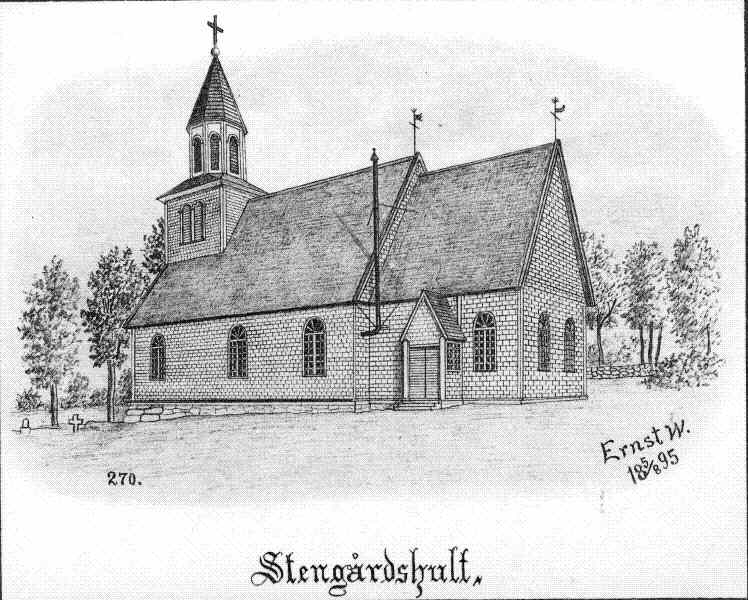
Den gamla kyrkan på en teckning från 1895.

Kyrkan i Stengårdshult nämns 1540 i Skara stifts jordebok. År 1769 revs en äldre kyrka och en ny träkyrka uppfördes. Häradsmålaren Sven Nilsson Morin anlitades att måla invändigt. På läktarbröstet målades Kristus och apostlar. Klockstapel ersattes med ett torn 1894.
En brand ödelade den gamla kyrkan 1907. När den startade pågick gudstjänst så besökarna försökte först att släcka, men fick snart inrikta sig på att rädda lösa inventarier. Kyrkbänkar, predikstolen från 1720, en gammal mässkrud från 1665 räddades.

## Kyrkobyggnad
Efter branden påbörjades 1908 planeringen för en ny kyrka, som kunde invigas 1912. Arkitekt Torben Grut vid Kungliga Byggnadsstyrelsen utarbetade ritningarna. Kyrkan är en storskalig basilika med branta tegeltak. Den består av ett långhus med smalare rakt kor i öster, sakristia i norr och vapenhus i väster. Interiör och exteriör vitmålades. Kyrkorummet är originellt med sin invecklade öppna takkonstruktion med strävor och bjälkar. Inredningen är komplett bevarad från byggnadstiden och målad i vitt och ljusgrått. 
År 1924 kompletterades interiören med en monumental altartavla utförd av Gerda Höglund med motivet Kristi förklaring. Åren 1954-1955 genomfördes en renovering under ledning av arkitekt Adolf Niklasson. Läktaren utvidgades för att rymma kören och försågs med två bärande pelare.
Klockstapeln med fornnordiska drag är spånklädd och tjärad.

## Inventarier
- Ett fragment av en madonnaskulptur från 1200-talet utförd i ek. Höjd 20 cm. Förvaras i sakristian.[2]
- Predikstol samtida med kyrkan.
- Altartavla målad 1924 av Gerda Höglund
- Ett krucifix i bondbarock är sannolikt skuret 1810 av Sven Nilsson Morin.
- Den gamla kyrkans predikstol konserverades på 1950-talet av Olle Hellström och ställdes i långhusets sydöstra del. Den är ett femsidigt barockarbete utfört 1720 av Jonas Ullberg från Velinga.
- Den gamla kyrkans altartavla är en krackelerad och mörknad oljemålning på duk från 1700-talets förra hälft vilken skildrar Golgata.
- Epitafiet är en oljemålning på duk, som skildrar kyrkoherden Lars Lithenius (1628-1703) med sina båda fruar och barn.
- De äldre kyrkklockorna smälte vid branden och 1908 inköptes två nya klockor av Johan A. Beckman & Co i Stockholm.

### Orgel
- En pneumatisk orgel med tio stämmor byggdes 1912 av Olof Hammarberg.
- År 1968 installerades en ny mekanisk orgel, byggd av Nordfors & Co. med fasad ritad av Lars Stalin. Den är mekanisk med tolv stämmor fördelade på två manualer och pedal med följande disposition:

| Huvudverk I C-g3  | Bottenverk II C-g3 | Pedal C-f1  | Koppel  |
| Rörflöjt 8’       | Gedackt 8’         | Subbas 16’  | HV + BV |
| Principal 4’      | Koppelflöjt 4’     | Koralbas 4’ | P + HV  |
| Spetsflöjt 2’     | Kvintadena 4’      |             | P + BV  |
| Sesquialtera 2 ch | Principal 2’       |             |         |
| Mixtur 4 ch       | Tertian 3 ch       |             |         |
|                   | Svällare           |             |         |